# Цвікевич Олександр Іванович
Олександр Іванович Цвікевіч (біл. Аляксандр Іванавіч Цвікевіч; 22 червня 1888 (за іншими даними, 1883), Брест, Російська імперія — 30 грудня 1937, Мінськ, Білоруська РСР, СРСР) — білоруський громадсько-політичний діяч, дипломат.
Жертва Сталінського терору.

## Біографія
Народився 22 червня 1888 року в Бресті в сім'ї фельдшера залізничної лікарні.
Закінчив юридичний факультет Санкт-Петербурзького університету; працював присяжним повіреним в Пружанах та Бресті. Під час Першої світової війни — в евакуації в Тулі.
У 1917 році брав участь у створенні Білоруської народної громади; пізніше був делегатом і доповідачем з проблем біженців на I Всебілоруському з'їзді. У 1918 році виконком уже розігнаного з'їзду відправив Цвікевіча і Семен Рак-Михайлівського брати участь у мирних переговорах в Бресті, проте їм вдалося брати участь лише в складі делегації Української Народної Республіки.
25 березня 1918 року Олександр Цвікевіч очолив спеціальну дипломатичну місію БНР в Україні. У Києві вів переговори про визнання незалежності БНР.
Крім того, Цвікевіч організував газету «Білоруське луна» та Білоруську торговельну палату.
Влітку 1918 року очолив місію БНР в Москві.
З 1918 року — член помірної Білоруської партії соціалістів-федералістів. Після закінчення Першої світової війни та еміграції Ради БНР, Цвікевіч навесні 1919 року був направлений з місією до Німеччини.
У жовтні 1919 їздив у Кам'янець-Подільський на чолі посольства Білорусі.
У 1920–1923 був міністром закордонних справ, а в 1923–1925 очолював уряд Білоруської Народної Республіки в еміграції.
У 1925 році склав з себе повноваження і переїхав до Мінська.
Працював у Народному комісаріаті фінансів, Інбелкульті, Інституті історії Білоруської академії наук (реформованої з Інбелкульта), вивчав розвиток громадської думки в XIX столітті. У 1929 році вийшла його найбільш відома праця «Західно-русизм: Нариси з гісториі грамадзкай мисьлі на Беларусі ў XIX и пачатку XX ст.», Практично весь тираж якої був знищений.
14 липня 1930 заарештований за сфабрикованою справою Саюза визвалення Беларусі; висланий до Пермі (пізніше — в Ішим та Сарапул). 17 грудня 1937 заарештований знову, 30 грудня 1937 розстріляний в Мінську.
Реабілітований у 1988 (по першій справі) і в 1989 (по іншій справі).

## Автор праць
- Короткий нарис появи Білоруської Народної Республіки. — Київ, 1918;
- Западно-руссизм: Нарысы з гісторыі грамадзкай мысьлі на Беларусі ў XIX і пачатку XX в. — Мн.: Беларускае дзяржаўнае выдавецтва, 1929. — 340 с. (більша частина тиражу знищена); 2-е изд.: Мн.: Навука і тэхніка, 1993. — 352 с.